# North Yarmouth
North Yarmouth – miasto w Stanach Zjednoczonych, w stanie Maine, w hrabstwie Cumberland.